# Nghịch lý Hilbert của Khách sạn Lớn
Nghịch lý Hilbert của Khách sạn lớn là một nghịch lý nổi tiếng của nhà toán học nổi tiếng người Đức David Hilbert. Nó được Hilbert đề cập đến trong một bài diễn thuyết vào năm 1924 và được phổ biến bởi George Gamow trong một cuốn sách xuất bản năm 1947 có tên là Một Hai Ba... Vô cùng.

## Nội dung
Nghịch lý trên được thể hiện như sau: 
Giả sử có một ông chủ có một số phòng của một khách sạn là vô cùng. Giả sử có vô hạn người đến thuê trọ và họ thuê hết tất cả các phòng của khách sạn. Sau đó có một vị khách khó tính đến trọ ở khách sạn và muốn trọ ở phòng số 1, thế là ông chủ ra lệnh cho người thuê trọ ở phòng số 1 phải chuyển sang phòng số 2, người ở phòng số 2 phải chuyển sang phòng số 3. Và cứ như vậy, sẽ chắc chắn phải có một người bị đuổi khỏi khách sạn nhưng vì có vô hạn phòng nên nếu cứ chuyển phòng mãi như vậy thì chắc chắn ai cũng có phòng và sẽ không có ai bị đuổi khỏi khách sạn (mâu thuẫn).

## Ảnh hưởng
Nghịch lý này có ảnh hưởng không nhỏ đến Toán học, Vật lý, Triết học và cả Thần học.